# MIRROR (組合)
MIRROR（符號化：MIЯROR），香港男子組合，12名成員（陳瑞輝、王智德、楊樂文、邱士縉、江𤒹生、柳應廷、陳卓賢、盧瀚霆、李駿傑、呂爵安、姜濤和邱傲然）都是2018年ViuTV選秀節目Good Night Show 全民造星的參賽者，賽後由ViuTV在節目監製、後來的MIRROR經理人「花姐」黃慧君建議下簽約並在比賽結束翌月宣佈成團，團隊名稱意指鏡子可以反映成員真實的面貌，同時多面鏡子可以反射無限可能性。
MIRROR出道即憑藉全民造星觀眾的支持創下香港歌手團體出道後最快舉辦演唱會的紀錄，並在同年叱咤樂壇流行榜頒獎典禮中打入「我最喜愛的組合」五強和「我最喜愛的歌曲大獎」十強。然而MIRROR出道翌年即逢香港接連經歷政治動蕩和2019冠狀病毒病疫情肆虐，因此組合在出道最初兩年發展緩慢。2020年底至2021年，隨著全員參與拍攝的青春勵志電視劇男排女將收穫口碑、2020年度叱咤樂壇流行榜頒獎典禮上MIRROR及其成員獲重要獎項、一連六場的MIRROR "ONE & ALL" LIVE 2021演唱會一票難求、以及多位成員參與主演的同性愛情喜劇大叔的愛一再創收視紀錄，MIRROR迎來人氣突破。MIRROR及其成員為品牌代言和宣傳，接拍廣告數量一度達到香港市場7成。MIRROR被認為掀起了香港久違的追星熱潮。

## 歷程

### 2018年：成團於全民造星

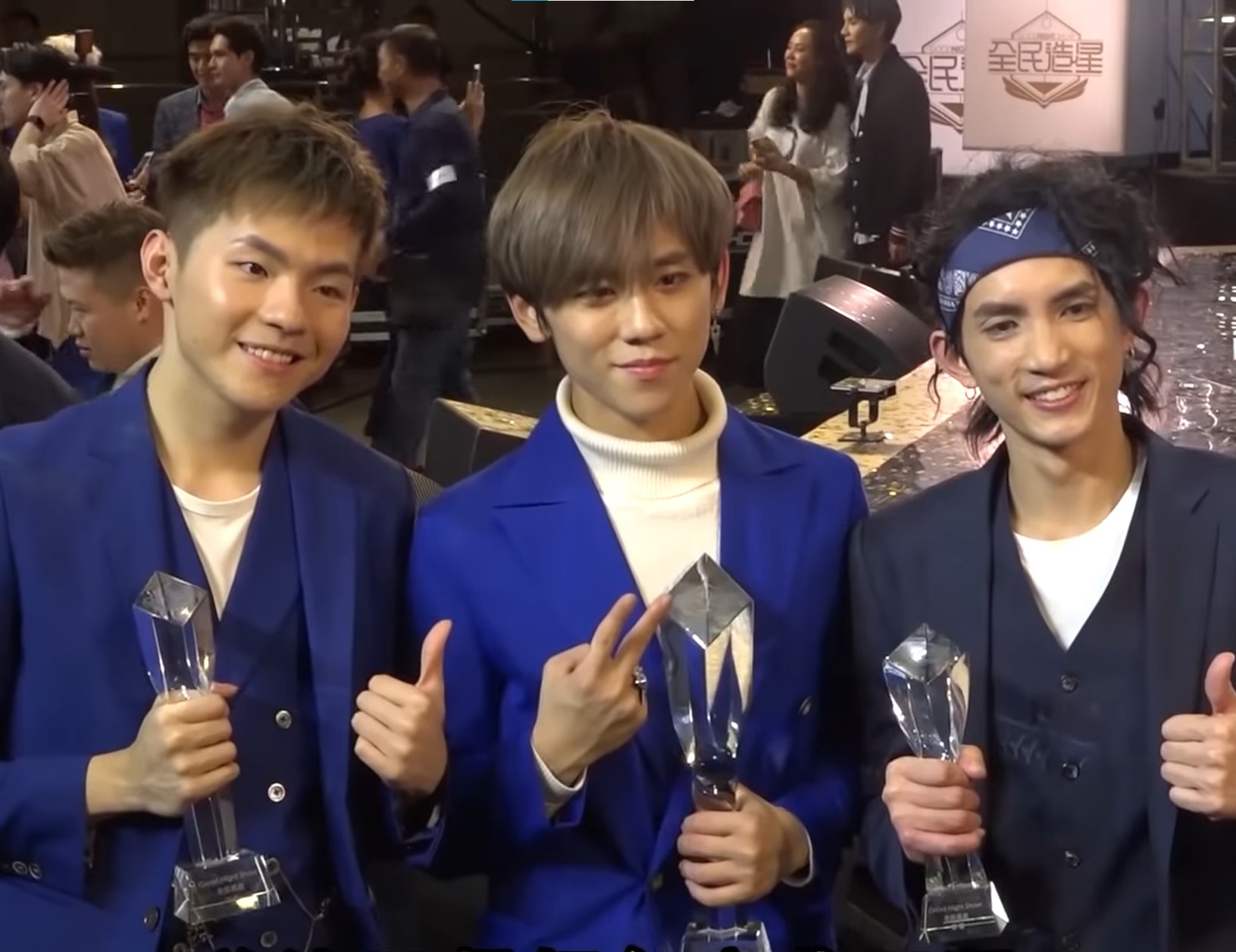
陳卓賢（左）、姜濤（中）和楊樂文（右）贏得三甲

MIRROR成團源於2018年5月至10月間ViuTV舉辦的選秀節目全民造星。全民造星在宣傳期間被不少網民、傳媒質疑是抄襲韓國的Produce 101；后者由101名女練習生競逐出道，最終排名前11名的女孩組成9個月限定組合。ViuTV董事兼總經理魯庭暉則指節目舉辦時從來沒想過構建男團，只打算與獲得冠軍的參加者簽約。節目監制、後來的MIRROR經理人「花姐」黃慧君指該節目原本只打算作為一個呈現參賽者「追夢」過程的真人騷，但比賽中參賽者落敗時的失落令其於心不忍而開始反思，認為其公司只有在比賽結束后提供機會給參賽者們繼續前行才可以幫助他們完成夢想，遂向公司高層提出簽下有潛質的參賽者，再組成男團。組合在2018年11月3日於荷里活廣場小舞台舉行「ViuTV 全新男子組合誕生日發佈會」，正式宣佈成團，組合名為MIRROR。MIRROR一名由魯庭暉提出，代表著創意，寓意是鏡子可以反映成員自己最真實的面貌，當鏡子多於一塊則可以反射很多或無限的可能性，比喻每位成員都是獨立和獨特，匯聚成團隊就有無限的可能性。發佈會同時宣佈MIRROR首個演唱會《2018 THE FIRST MIRROR LIVE CONCERT》將於同年12月21日於九龍灣國際展貿中心匯星舉行，創下香港歌手團體出道后最快（49天）舉辦演唱會的紀錄。
同年12月推出真人節目Good Night Show Mirror Go，全團成員在節目中到訪世界各地發掘當地特色美食與名勝，並接受各種考驗智力和膽量的任務。
節目反應良好，被視爲ViuTV王牌節目之一，其后在2019年5月推出第二季，並計劃在2021年推出第三季。年底的2018年度叱咤樂壇流行榜頒獎典禮票選類「我最喜愛的」系列獎項中，MIRROR打入「我最喜愛的組合」最後五強，出道作一秒間打入「我最喜愛的歌曲大獎」十强。

### 2019年–2020年：
MIRROR出道翌年即適逢香港接連經歷政治動蕩和2019冠狀病毒病疫情肆虐，因此在他們出道初期的2019年和2020年，有部分香港人因爲沒有心情留意本地電視節目和娛樂圈而鮮有人知。這段時間對於MIRROR及其公司而言都是最為艱難的時期，成員們需要ViuTV以外的工作維持生計，個別成員一度無法負擔通勤的交通費，經理人花姐也迫於形勢走到幕前拍攝廣告來為MIRROR的發展籌集經費。
2019年，香港大部分時間處於政治運動中，社會氣氛緊張，令MIRROR推出歌曲、唱片的計劃推遲，全年只在4月推出單曲破鏡和在11月為慶祝出道一周年而推出單曲Reflection。Reflection在903專業推介登上冠軍位置，是MIRROR首支流行榜冠軍歌。同年6月，隊內兩位高人氣成員陳卓賢和姜濤相隔3天先後推出個人單曲並共同進行宣傳，成爲MIRROR首批單飛成員。除音樂事業以外，MIRROR亦參與多方面演藝活動，包括全員參與及主持綜藝節目MIRROR GO、參賽全民造星II、主持電台節目MIRROR頻道、以及以個人身份參演多部電視劇。

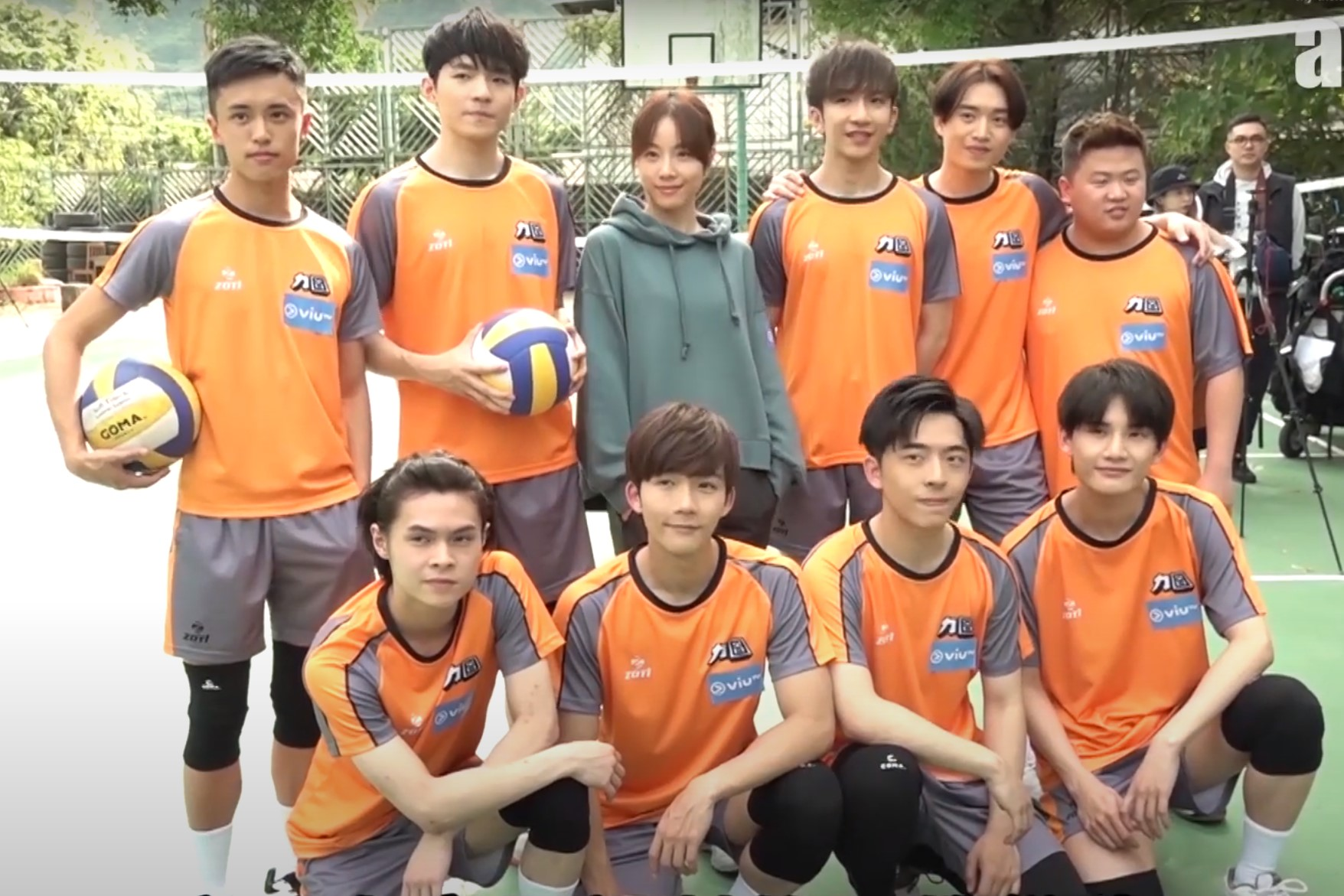
MIRROR全員參與拍攝電視劇，其中陳卓賢（上二）、盧瀚霆（上四）、柳應廷（上五）、邱傲然（下一）、王智德（下二）、呂爵安（下三）及李駿傑（下四）在劇中擔任主演

2019年12月開始，MIRROR全員參與拍攝ViuTV自制青春勵志電視劇男排女將，本來預計三個月的拍攝工作受2019冠狀病毒病疫情影響延宕至2020年6月底才煞科，11月首播。劇集播出前因爲演員陣容多爲年輕偶像且「追夢」主題老生常談而不被看好，但隨著播出引起話題和收穫口碑，在觀眾在民間電視大獎2020中獲得包括「民選最佳劇集」在内的8個獎項。男排女將被認爲是MIRROR在2021年取得人氣突破前的一個小高峰。此前MIRROR的支持者主要來自全民造星的觀眾，一般人在MIRROR成員中只認識姜濤，而男排女將令其他多名成員都為人所認識。劇集的成功還促使ViuTV次年繼續開拍多個運動題材的節目。
疫情令MIRROR在2020年的工作减少，原定2020年5月舉行的紀念演唱會數度延期。本年MIRROR全年一共推出兩首單曲，包括IGNITED和紀念成軍兩周年的One and All，兩首均在流行榜登上冠軍位置。三位MIRROR成員盧瀚霆、江𤒹生及柳應廷在2020年2月29日同日分别推出個人單曲在樂壇出道，以不同風格打進市場。三人在2020年三度同日派歌，互相分擔宣傳。11月MIRROR宣布推出首張音樂專輯One and All，其中收錄MIRROR出道以來推出的全部6首團隊單曲和5位成員在2020年推出的每人各3首合共15首精選單曲。

### 2021年–2022年：
2021年是MIRROR人氣飆升的一年。1月1日的2020年度叱咤樂壇流行榜頒獎典禮是MIRROR人氣的分水嶺，當晚MIRROR及其成員獲得6個獎項，
其中姜濤成為兩個「我最喜愛」大獎的最年輕得主，在受到網民質疑是否值得之余，亦被指「或標志著全民造星出身的本土偶像即將為香港樂壇甚至娛樂圈揭開全新一頁」。姜濤獲獎時「可愛自然」的愕然表現以及得獎歌曲蒙著嘴說愛你為疫情期間的香港人打氣的意義打破了MIRROR粉絲的同溫層，成為坊間話題。即便如此，此時的MIRROR仍被認為作為組合成績未如理想，各成員的星途亦尚未平穩。
2021年1月，成員呂爵安推出首支個人單曲E先生 連環不幸事件。歌曲製作班底被指「華麗」，尤以黃偉文時隔3年繼顏卓靈的惡女後再為新人填詞引起注意，並從此開始了黃偉文與MIRROR成員的頻繁合作。歌曲推出後2天登上多個串流平台在香港的日榜第1位。呂爵安本人認為該歌曲之所以受歡迎是得益于男排女將和2020年叱咤頒獎禮令MIRROR得到更多人關注。歌曲成爲MIRROR及其成員所有單曲中首次達成三台冠軍歌。此派台成績被姜濤在3月推出的個人單曲Master Class超越，後者成為四台冠軍歌。
2021年3月推出的團體單曲WARRIOR「戰意高昂」、「意志堅定」、「帶有推翻舊秩序之意」。因初選47人案被還押的前記者、立法會民主派候選人何桂藍在獄中聞曲后向友人留下口訊表示還押一個月以來第一次哭、哭得停不下來，並引用曲中歌詞「大不了死，亦不會避。」WARRIOR成為MIRROR團隊單曲中首支三台冠軍歌，其中在商台903專業推介連續兩星期成為冠軍，是繼2006年軟硬天師的歌曲好兄弟後，相隔15年再有組合的歌曲在該榜奪得雙周冠軍。2021年5月6日至11日於九龍灣國際展貿中心匯星舉行一連六場MIRROR "ONE & ALL" LIVE 2021演唱會，坊間反應熱烈，立場新聞以「立場編輯部」名義借用《WARRIOR》歌詞「浩浩蕩蕩迎來另一新世紀」為題報道。是次演唱會后MIRROR再未表演過WARRIOR。
2021年6至7月，由呂爵安、盧瀚霆和邱士縉參與主演、改編自日本朝日電視台2018年同名電視劇的15集同性愛情喜劇大叔的愛在ViuTV首播並一再創下該台收視紀錄。ViuTV的主要競爭對手、香港最大電視台TVB在同一時段播出的重頭劇則「被節節擊潰」，最終創下開台53年以來最低的自家劇集收視紀錄，並導致TVB引入劇本審批制度。劇集在觀眾在民間電視大獎2021中獲得包括「民選最佳劇集」在内的8個獎項成為大贏家，亦帶挈3位成員以至MIRROR「人氣急升」，其中盧瀚霆在Instagram上的追蹤人數在劇集結束時達42萬，比2個月前增加80％，超越當時MIRROR中最受歡迎的成員姜濤成爲追蹤人數最多的成員。
2021年7至8月，MIRROR推出每星期一首新歌的暑假企劃。
充当头炮的是播放中的大叔的愛的片尾曲、盧瀚霆主唱的〈不可愛教主〉。由於歌曲在7月7日、盧瀚霆生日当天推出，引起粉絲「鋪天蓋地」的慶生及應援，陣容被指為「香港娛樂圈前所未見」。第五周推出的是姜濤悼念亡友之作Dear My Friend,，MV上架不足1天錄得超過76萬次點擊，不足3個月錄得超過1000萬次點擊，並在10個月超過1700萬次點擊而成爲YouTube上觀看次數最多的粵語音樂影片之一。暑假企劃后半的数首歌曲在香港電台几乎零播放，但在另外兩家電台成績不錯，引起樂迷懷疑港台在頻繁人事變動的同時基於政治因素抵制MIRROR。
2021年，MIRROR在香港的廣告代言「無處不在」，凡其成員代言的產品都較為熱賣。2021年上半年，MIRROR及其兄弟組合ERROR在香港10大Instagram廣告開支最高品牌中佔一半，50大品牌中佔27個。2021年前8個月，MIRROR接拍廣告數量佔香港市場7成。縱觀全年，MIRROR在Instagram涉及的品牌宣傳超過180個，十大最高廣告開支品牌中有近一半是由MIRROR推廣。在社交媒體品牌內容廣告開支最高的十大KOL中，MIRROR成員佔一半。得益於MIRROR帶動廣告收入增加，MIRROR的经纪公司ViuTV的母公司電訊盈科在公佈2021年上半年業績時預期虧損多年的ViuTV有望在不久的將來轉虧為盈。綜合2021年全年，ViuTV及相關業務收益升1.52倍並首度轉虧為盈﹔電訊盈科指2021年是ViuTV標誌性的一年，MIRROR的成功為ViuTV提供「未來增長機遇的成功方程式」。大量MIRROR廣告亦引來反感，有業内人士批評指MIRROR正職不是歌手而是廣告從業員、只顧商業利益而欠缺歌手應有的練歌時間。
MIRROR熱潮使2021年被香港媒體稱為「MIRROR年」。多家媒體把MIRROR熱潮列爲2021年度香港大事之一。「MIRROR」、「姜濤」和「盧瀚霆/Anson Lo」均位列Google「2021熱搜本地娛樂名人」和2021年Yahoo搜尋「十大熱搜娛樂圈風雲人物」排行榜的前三名。串流平台KKBOX、JOOX、Spotify和YouTube的2021年度歌曲榜前10中，MIRROR團隊及成員歌曲分別占8、6、2和7首，其中呂爵安的E先生連環不幸事件在四個榜上均名列第一。部分成員開始獲得國際榮譽，其中盧瀚霆在韓國頒獎禮「Mnet亞洲音樂大獎」（MAMA）上成爲「最佳亞洲新晉藝人（大中華區）」（Best New Asian Artist (Mandarin)）得主，被視爲「MIRROR成功踏出香港的第一步」。在2021年度叱咤樂壇流行榜頒獎典禮的票选项目「我最喜爱的男歌手」中，MIRROR成員占據了最后5强的4個席位。另一票选项目「我最喜愛的歌曲」中，MIRROR及其成員的歌曲占據10强的6個席位、5強的3個席位。2022年1月1日頒獎典禮當晚，商台主持林海峰主理了一個專為MIRROR而設的「MIRROR樂壇流行榜頒獎典禮」環節，以該年流行歌曲改詞惡搞過去一年MIRROR在香港引起的熱潮，成爲全晚亮點。當晚MIRROR首獲「我最喜爱的組合」，姜濤再獲「我最喜爱的男歌手」和「我最喜爱的歌曲大獎」。

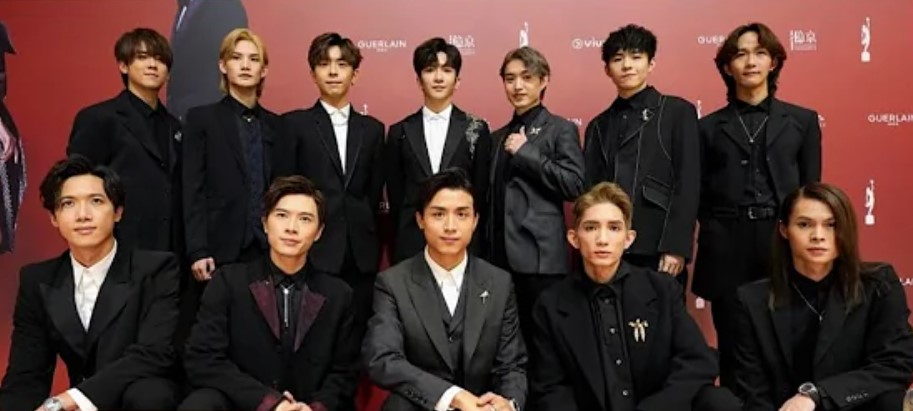
MIRROR在第40屆香港電影金像獎上擔任表演嘉賓

2022年4月底舉行的Chill Club 推介榜年度推介21/22上，MIRROR第2次獲得「Chill Club年度組合（金獎）」，連同成員歌曲共獲得包括「Chill Club年度之歌」在内的「Chill Club年度十大歌曲」中的5首，以及成員盧瀚霆和姜濤獲「「Chill Club年度男歌手」的前2位。緊接推出團體單曲《Innerspace》，為首個紅館演唱會造勢，并舉行記者會宣布於7月尾起舉行一連10場演唱會《MIRROR.WE.ARE LIVE CONCERT 2022》（後加至12場）。次日以「MakerVille旗下第一偶像團隊MIRROR」身份為所屬新公司MakerVille的成立發布會作壓軸表演。7月的第40屆香港電影金像獎上，MIRROR為頒獎禮做開場表演，跳唱原創主題歌曲《金人》。《MIRROR.WE.ARE LIVE CONCERT 2022》期間意外頻生，當中7月28日的第4場時懸空屏幕突然墮下，導致2名舞蹈員受傷。最後該場演唱會腰斬，主辦單位亦取消餘下場次。MIRROR全員停止公開活動兩個月，MIRROR及其成員參演的部分影視作品延期播出，現場表演需要延期或取消。事故導致其唱片公司大國文化被暫停租用康文署屬下場地。
MIRROR演唱會事件後，ViuTV 在2022年10月3日至12月24日期間，推出四部由MIRROR成員主演的電視劇：「野人老師」、「繩角」、「季前賽」及「百萬同居計劃」，作為休整後，出發的新開始。2022年10月推出休整後第一首由MIRROR成員填詞的團體單曲We All Are，寄意「今日，世事無常，憑信念把我們拯救。不可能一個人回到過去，但未來可以一起無懼面對」再攜手衝破的作品。成為MIRROR首支四台冠軍歌曲。在 2022年度叱咤樂壇流行榜頒獎典禮，MIRROR首次獲得「叱咤樂壇組合 金獎」並蟬聯「我最喜愛的組合」，姜濤連續第三年贏得「我最喜愛的歌曲大獎」而平了張學友30年前的「三連霸」紀錄。
2022年7月至2023年初，是MIRROR成員進軍電影界别作主要角色参演，並在本地、亞太地區及國際影展暫露頭角的時期。電影如呂爵安主演的《闔家辣》、姜濤和柳應廷主演的《阿媽有咗第二個》及呂爵安及盧瀚霆演出的《過時.過節》皆獲得過千萬香港票房收入，而《阿媽有咗第二個》成為2022年第3部票房超過4000萬的香港電影，位列香港華語電影最高票房收入第26位。

### 2023年至今
进入2023年，MIRROR尝试放慢日程以在商业活动和歌唱事业间取得平衡。团队进行一系列新尝试。3月推出组合首支英文单曲Rumours，歌曲由国际班底制作，MV取景于具香港特色的舊式理髮店、天際100及香港大球場等地，由Sony Music负责发行，将MIRROR音乐推向国际。歌曲在纽约時代廣場Spotify廣告看板宣传，是首次有香港藝人的國際單曲宣傳登上這個標誌性的廣告牌。同期Makerville宣布开拍首部全员主演的电影12怪盜。5月，成員柳應廷、李駿傑、姜濤和盧瀚霆代表MIRROR登上日本網上音樂平台THE FIRST TAKE演唱，平台介紹MIRROR「正走向全球（now expanding globally）」。同月盧瀚霆、呂爵安、柳應廷、和姜濤以MIRROR成員名義赴馬來西亞參與ONE LOVE ASIA FESTIVAL 2023 馬來西亞站演出，是MIRROR首次海外演出。其後， Jer、Anson Lo、姜濤及Edan先後舉行《IN MY SIGHT SOLO CONCERT》個人演唱會，Jeremy亦緊接舉行《網上行夢想系MOOV LIVE JEREMY》個人音樂會。 電影方面，隊長 Lokman 參演之 MakerVille 首部原創電影《命案》，取得千萬票房佳績。而MIRROR全隊成員更首次合作主演電影《12怪盜》，並於11月舉行一連四場電影互動體驗場，電影將於2024年復活節正式上映。 另外，為慶祝成軍五週年，MIRROR於香港迪士尼樂園舉行盛大見面會 –《MIRROR 5th Anniversary Fantastic Meet》，與MIRO近距離見面以答謝他們的支持。MIRROR全員更遠赴澳洲，拍攝成軍五週年限定團綜《MIRROR Time》，並於年底播出。
2024年1月起，MIRROR展開首個巡迴演出《MIRROR FEEL THE PASSION CONCERT TOUR 2024》，首站由香港出發，於亞洲國際博覽館舉行一連16 場演唱會，並走訪多個地方，包括：澳門、新加坡、吉隆坡、倫敦、曼徹斯特、洛杉磯、三藩市、紐約以及多倫多共9站(吉隆坡站後來宣佈取消)，亦是補辦於2022年因事故而腰斬的《MIRROR.WE.ARE LIVE CONCERT 2022》。

## 表演風格
MIRROR的歌曲常以面對逆境的堅韌和新的開始為主題。MIRROR歌曲的歌詞堅守愛的宣言和自己無所不能的信念，而編排緊湊的音樂錄影帶和高度風格化的頭飾被指有K-pop的影子。MIRROR本身則公開表示不希望有「韓風」的感覺，即使表演韓文歌曲亦希望以自己方法演繹。

## 公眾形象
MIRROR成員從比賽出道到逐步走紅的經歷為他們建立了勵志的形象。葉劉淑儀在對比MIRROR與韓星和中國大陸的明星后，指出MIRROR的不同在於「成員各有背景，不是全員小鮮肉，也不是自幼受訓」，但相同點是足夠努力。她認為MIRROR為香港年輕人提供了一個香港自家製、通過努力獲得成功的例子。經濟通的Yan Law在MIRROR ONE & ALL LIVE 2021演唱會后總結MIRROR受喜愛的原因包括對夢想有熱情、有志氣、同伴之間互相扶持、了解並改善自己的不足之處、以及真性情不做作。前工商科技局長王永平認爲MIRROR的12子從全民造星以來在淚汗交集中努力成長的經歷「是個令青少年產生共鳴的勵志故事」，而MIRROR「是個為港人，尤其是青年人帶來積極意義的時代標誌」。
MIRROR從通過選秀節目出道的方式、組合的團徽、應援物到團隊綜藝節目的名稱都被指充滿韓國色彩。
文化評論人李照興在香港經濟日報將MIRROR與中國內地男團作比較，認為比起后者的全盤韓風，MIRROR的外形「較有辨識度及獨特型格，更時髦」。MIRROR在公眾場合活動以長袖衫造型為主，即使酷熱天氣烈日當空亦不例外，被指「沒有夏天」。成員王智德解釋這是為了營造庄重的感覺。
MIRROR政治色彩淡薄，具有中性的政治形象。MIRROR從未表達其政治立場，其所屬公司ViuTV积极避免其涉及政治，各成員在日常生活中亦刻意避開政治話題。聯合早報的戴慶成指MIRROR因爲作爲民主派的敵人（TVB）的敵人（ViuTV）的旗下藝人而能獲得香港民主派支持者的支持，而建制派亦因爲形象中性的MIRROR能吸引泛民年輕人远离政治而乐见其成，MIRROR也因此受到向來忌諱在政治話題表態而苦惱無明星代言可用的香港廣告商的歡迎。

## 影響

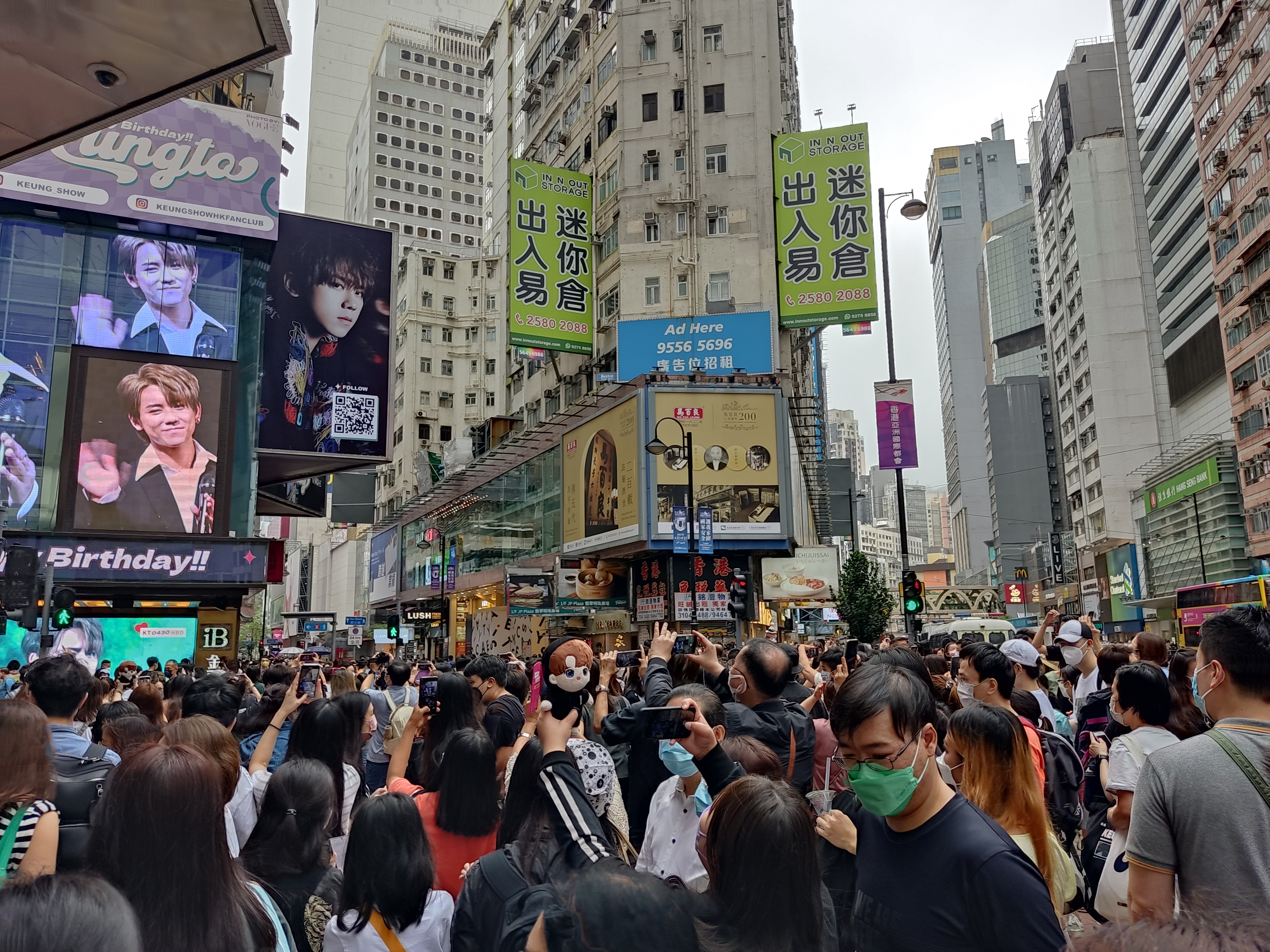
2022年4月30日姜濤生日當天「姜濤灣」再現銅鑼灣

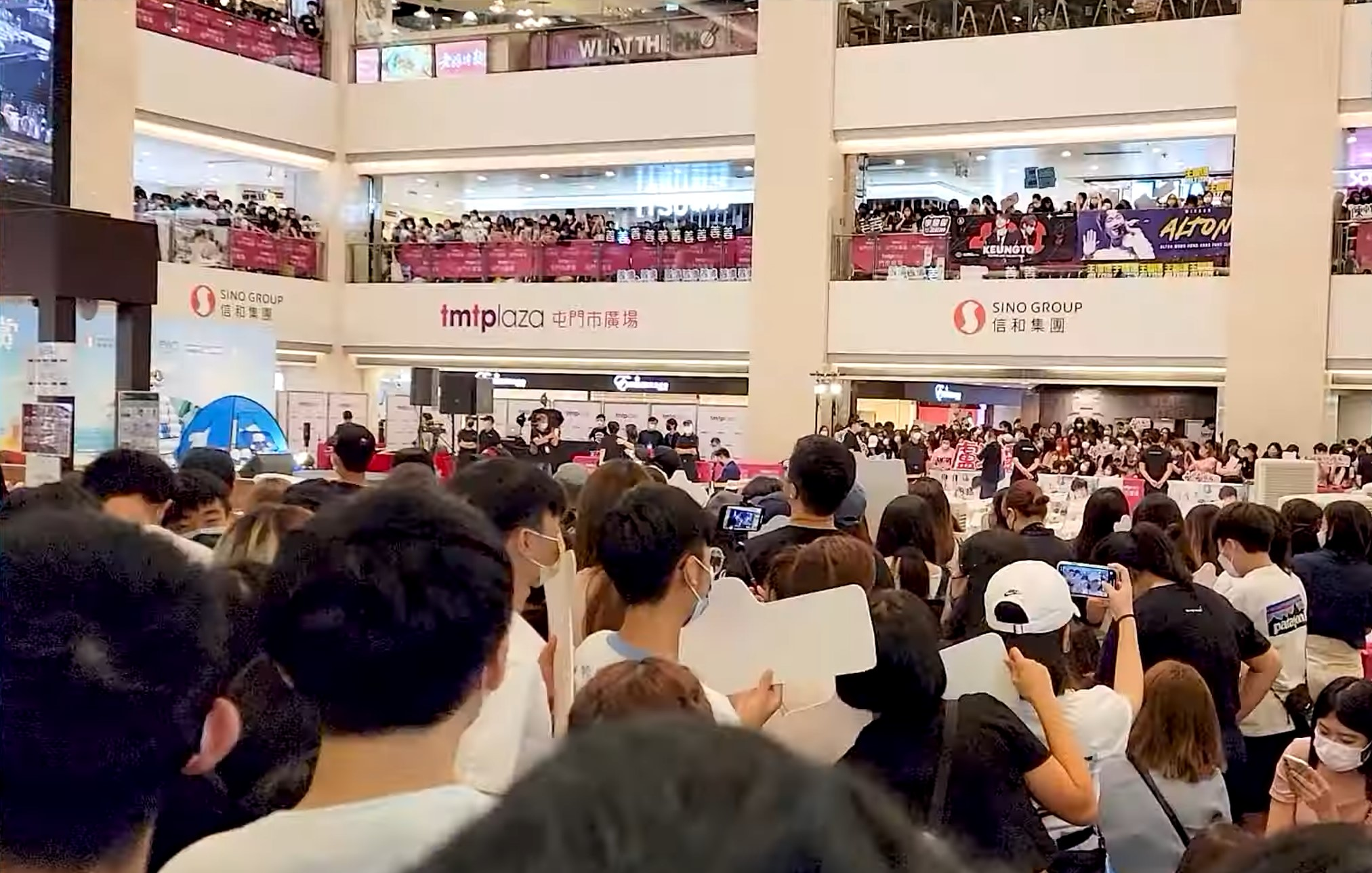
兩隊男團MIRROR和ERROR16人全數現身屯門市廣場宣傳ViuTV夏日節目和奧運活動，吸引逾5,000粉絲撐場

MIRROR被認為引起了香港出現久違、甚至是前所未有的追星熱潮。傳媒人蕭若元指MIRROR「傾城」的紅在香港史上從未見過，此前唯一可比的是譚詠麟和張國榮。日本NHK電視台在國際報道中稱MIRROR為香港「空前的本地偶像（空前の地元アイドル）」。2021年4月，成員姜濤的粉絲為給姜濤慶祝生日而合力買下銅鑼灣（姜濤所居住地區）大量當眼的廣告板及電車車身和車站廣告，使銅鑼灣變成「姜濤灣」；事件被認為是MIRROR所引起的追星行動的「一次質變」。由於MIRROR成員人氣過盛，在公開場合出現常會影響附近商戶做生意，有關方面曾被投訴，所以很多商場訂立了條款管制邀請MIRROR出席活動的主辦單位。一眾女「鏡粉」（MIRROR樂迷的暱稱）對MIRROR成員的追捧令她們的男朋友和丈夫們感到備受冷落，一「苦主」丈夫遂邀請身邊二十多名朋友加入其成立的一個Facebook群組「我老婆嫁了給Mirror導致婚姻破裂關注組（我老婆嫁左比Mirror導致婚姻破裂關注組）」以「圍爐取暖」，不料群組會員迅速以幾何級數上升，兩天已增至15.9萬，不足一周增至26.5萬，每日超過千條貼文，而每條貼文一般有二三千讚好及逾百留言，成為城中熱話，群組主要會員亦受到報紙及電視台採訪。
事件被多家海外媒體報道，其中韓國傳媒首爾新聞以「陷入香港12人男團『MIRROR』的妻子，絕望的丈夫們」為題在國際版作出深入報道。
MIRROR走紅的原因引起各界討論。行政會議成員葉劉淑儀指香港娛樂圈真空已久，MIRROR带来的「盛況」多年未見，反映香港需要「本土偶像」，而MIRROR填補了空缺。美國紐約時報2021年專文剖析指香港在過去兩年多經歷2019年示威、肺炎疫情和港區國安法等，政治上兩極分化，經濟上飽受摧殘，「急需一個振奮人心的源泉」，而此時MIRROR的出現「似乎在一夜之間佔領了這座城市——並且在征服城市的同時為它注入了歡樂」。香港中文大學研究流行文化的新聞與傳播學院教授馮應謙說，「突然之間，他們（MIRROR粉絲）意識到他們可以放下所有這些所謂的社會大事，有一些更快樂、更有趣的東西，吸引他們遠離年輕時的政治僵局」。端傳媒的陳子雲進一步分析指當政權以「限聚令」扼殺任何帶有政治意識的群眾聚集，群眾便以追星作為情感上的共同連結重奪公眾場域，以娛樂之名延續香港的獨特娛樂文化，同時找到新的心靈寄托。
MIRROR的廣泛接受度被認爲能「統一一個分裂的城市」。香港政治光譜兩端的人士都對MIRROR有正面評價。民主派立法會參選人何桂藍在獄中拜托親民主派歌手黃耀明請求商台多播放MIRROR成員的歌曲，藉此透過大氣電波獲得精神支持及寄託。民主派政治家、前區議員林兆彬在眾新聞攢文稱MIRROR為「帶有政治符號的精神食糧」，支撐香港人在情緒壓抑時支撐下去。學聯前副秘書岑敖暉以「獄中書簡」為Jer的叱咤入圍歌拉票。新民黨主席葉劉淑儀在經濟通撰文指MIRROR的热潮應是社會「喜聞樂見」，並在立法會提議政府爭取 MIRROR北上開拓中國大陸市場。商務及經濟發展局長邱騰華表示會吸納葉劉的意見，並稱贊香港電視製作在激烈競爭下仍能推陳出新成功造新星。香港最大政黨民建聯在人才選拔考核設有關於MIRROR的通識問答。MIRROR不對政治表態仍引來基於政治的批評。六四天安門事件32周年的維園燭光晚會未能舉行，但香港演藝界仍不乏人在網上悼念，MIRROR則因爲沒有表態而受到網民批評。新民黨立法會議員李梓敬在個人YouTube節目中解讀姜濤在MIRROR的2021年演唱會尾場完結時高呼的一句「香港加油！」認為MIRROR明顯是「黃」（支持民主派），並引述一沒有提供証據的網絡論壇帖子稱姜濤曾於2019年參與衝入立法會等活動。該節目上架9小時觀看次數已逾12萬，其Facebook頁面獲不少留言支持。MIRROR多名成員代言的品牌中包括大量被親民主派人士標籤為「藍」（支持建制派）的品牌如美心、Deliveroo、麥當勞、茶木、滙豐等，文匯報認爲這些舉動令MIRROR的親民主派粉絲處境尷尬。針對這類對MIRROR等不表態藝人們「鬥黃鬥藍」的「批鬥」，在台流亡港人彼岸在中央廣播電臺撰文批評指「不只是對他人的不尊重、對自己的不信任，亦是對極權而言分散民眾凝聚力的最佳助力」。

## 成員
| 成員列表           | 成員列表       | 成員列表                   |
| 姓名／慣稱         | 出生日期       | 位置                       |
| ------------------ | -------------- | -------------------------- |
| 陳瑞輝／Frankie    | 1988年7月29日  | 門面、領舞、副唱           |
| 王智德／Alton      | 1989年9月21日  | 主饒舌、副唱               |
| 楊樂文／Lokman     | 1989年9月26日  | 隊長、主饒舌、主領舞、副唱 |
| 邱士縉／Stanley    | 1990年8月20日  | 主領舞、副唱               |
| 江𤒹生／Anson Kong | 1992年10月16日 | 副隊長、副領舞、副唱       |
| 柳應廷／Jer        | 1992年11月20日 | 主唱                       |
| 陳卓賢／Ian        | 1993年6月9日   | 主唱                       |
| 盧瀚霆／Anson Lo   | 1995年7月7日   | 主領舞、副唱               |
| 李駿傑／Jeremy     | 1995年9月8日   | 副領舞、領唱               |
| 呂爵安／Edan       | 1997年1月21日  | 副唱                       |
| 姜濤               | 1999年4月30日  | 領唱、中心、形象           |
| 邱傲然／Tiger      | 1999年7月3日   | 副饒舌、副唱               |

## 音樂作品

### 單曲
- 2018：一秒間[202]、	ASAP[203]
- 2019：破鏡[204]、Reflection[205]
- 2020：IGNITED[206]、One and All[207]
- 2021：WARRIOR[208]、BOSS[209]、All in One[210]、12[211]
- 2022：Innerspace[212]、WE ARE[213]、We All Are[139]
- 2023：RUMOURS[144]、Sheesh、Catch a Vibe
- 2024：Rocketstars、Day 0、Hunt You Down
- 2025：手印

### 唱片
- One and All（2021）[49]

## 演唱會
| 名稱                                           | 日期                  | 場次 | 場地 | 備注                                                                      |
| ---------------------------------------------- | --------------------- | ---- | --- | ------------------------------------------------------------------------- |
| 2018 THE FIRST MIRROR LIVE CONCERT             | 2018年12月21日        | 1    | 九龍灣國際展貿中心匯星                                                                                        | [ 214 ]                                                                   |
| MIRROR "ONE & ALL" LIVE 2021                   | 2021年5月6日至11日    | 6    | 九龍灣國際展貿中心匯星                                                                                        | 因應政府防疫措施，入座率設在75%                                           |
| MIRROR.WE.ARE LIVE CONCERT 2022                | 2022年7月25日至28日   | 4    | 香港體育館 | 原訂12場，惟因第4場發生嚴重意外而取消餘下場次                             |
| MIRROR FEEL THE PASSION CONCERT TOUR 2024      | 2024年1月15日至2月3日 | 16   | 香港：亞洲國際博覽館Arena                                                                                     |                                                                           |
| MIRROR FEEL THE PASSION CONCERT TOUR 2024      | 2024年3月12日至14日   | 2    | 英国： · 倫敦：The O2 Arena · 曼徹斯特：AO Arena                                                              |                                                                           |
| MIRROR FEEL THE PASSION CONCERT TOUR 2024      | 2024年4月5日至17日    | 4    | 美国： · 三藩市：Oakland Arena · 洛杉磯：Peacock Theater · 紐約：UBS Arena · 加拿大： · 多倫多：Meridian Hall |                                                                           |
| MIRROR FEEL THE PASSION CONCERT TOUR 2024      | 2024年4月28日         | 0    | 马来西亚 · 吉隆坡：亞通體育館                                                                                 | 原訂1場，因無法預料的情況而取消                                           |
| MIRROR FEEL THE PASSION CONCERT TOUR 2024      | 2024年5月1日          | 1    | 新加坡：新加坡室內體育館                                                                                      |                                                                           |
| MIRROR FEEL THE PASSION CONCERT TOUR 2024      | 2024年5月16日至19日   | 4    | 澳門：銀河綜藝館                                                                                              | 原訂2場，因反應熱烈而加開兩場                                             |
| CHILL เก่ง Music Festival                       | 2024年12月20日        | 1    | 啟德體育園體藝館                                                                                              | 與群星(包括泰國歌手)演出，為啟德體育園首次演唱會測試                      |
| Makerville Present: Matchical School Tour 2025 | 2025年4月25日         | 1    | 第1站: 東華三院吳祥川紀念中學                                                                                 | Anson Lo、Edan及Jeremy與 COLLAR成員 Candy、Day及Ivy演出                   |
| Makerville Present: Matchical School Tour 2025 | 2025年5月9日          | 1    | 第3站: 東華三院陳兆民中學                                                                                     | Jer、Jeremy及Tiger與ROVER演出                                             |
| Makerville Present: Matchical School Tour 2025 | 2025年5月20日         | 1    | 第4站: 九龍真光中學                                                                                           | Ian、Jer、Stanley及Tiger與 COLLAR成員 Gao、Marf及Winka 演出               |
| Makerville Present: Matchical School Tour 2025 | 2025年6月30日         | 1    | 第7站: 新會商會陳白沙紀念中學                                                                                 | Alton、Anson Kong 、Frankie 及Lokman與ERROR成員 Fatboy、Dee Gor 及193演出 |
| Makerville Present: Matchical School Tour 2025 | 2025年7月5日          | 1    | 第8站: 聖公會陳融中學                                                                                         | Alton、Anson Kong 、Frankie 及Lokman與ERROR成員 Fatboy及193演出           |
| Makerville Present: Matchical School Tour 2025 | 2025年7月9日          | 1    | 第9站: 宣道會陳瑞芝紀念中學                                                                                   | Anson Lo、Edan、Jeremy及姜濤                                              |
| 香港麥當勞50週年i'm lovin' it音樂會            | 2025年7月5日          | 1    | 亞洲國際博覽館Arena                                                                                           | 與陳奕迅、謝霆鋒、容祖兒、張敬軒、軟硬天師演出                            |

## 獎項
| 年度 | 頒獎單位                                    | 獎項                                       |
| ---- | ------------------------------------------- | ------------------------------------------ |
| 2018 | MOOV Music Awards 2018                      | 年度新人（組合）                           |
| 2018 | AEG音樂榜頒獎典禮2018                       | 鑽石新人獎                                 |
| 2018 | AEG音樂榜頒獎典禮2018                       | 鑽石人氣偶像獎                             |
| 2018 | AEG音樂榜頒獎典禮2018                       | 鑽石跳唱歌曲：                             |
| 2019 | 加拿大至 HIT 中文歌曲排行榜 2019 年度總選   | 至 HIT 推崇新歌手（銀獎）                  |
| 2019 | 第四十二屆十大中文金曲                      | 最有前途新人獎（銀獎）                     |
| 2019 | Hong Kong Singer Channel 2019「金曲全年選」 | 我最欣賞的樂隊組合                         |
| 2020 | 新城勁爆頒獎禮2020                          | 勁爆組合                                   |
| 2020 | 2020年度叱咤樂壇流行榜頒獎典禮              | 叱咤樂壇組合（銅獎）                       |
| 2020 | 2020年度叱咤樂壇流行榜頒獎典禮              | 專業推介叱咤十大：第三位IGNITED            |
| 2020 | 加拿大至 HIT 中文歌曲排行榜 2020 年度總選   | 全國推崇組合（粵語）                       |
| 2020 | 加拿大至 HIT 中文歌曲排行榜 2020 年度總選   | 全國推崇十大歌曲（粵語）：IGNITED          |
| 2020 | 2020年度YAHOO!搜尋人氣大獎                  | 本地音樂組合                               |
| 2021 | Chill Club 推介榜年度推介20/21              | Chill Club年度十大歌曲：IGNITED            |
| 2021 | Chill Club 推介榜年度推介20/21              | Chill Club年度組合（金獎）                 |
| 2021 | 新城勁爆頒獎禮2021                          | 勁爆歌曲：BOSS                             |
| 2021 | 新城勁爆頒獎禮2021                          | 勁爆組合                                   |
| 2021 | 2021年度叱咤樂壇流行榜頒獎典禮              | 叱咤樂壇組合（銀獎）                       |
| 2021 | 2021年度叱咤樂壇流行榜頒獎典禮              | 專業推介叱咤十大：第二位BOSS               |
| 2021 | 2021年度叱咤樂壇流行榜頒獎典禮              | 叱咤樂壇我最喜愛的組合                     |
| 2021 | 加拿大至 HIT 中文歌曲排行榜 2021 年度總選   | 全國推崇組合（粵語）                       |
| 2022 | Chill Club 推介榜年度推介21/22              | Chill Club年度十大歌曲：第二位BOSS         |
| 2022 | Chill Club 推介榜年度推介21/22              | Chill Club年度組合（金獎）                 |
| 2022 | 香港金曲頒獎典禮 2021/2022                  | 香港金曲最佳合唱歌曲獎：BOSS               |
| 2022 | 香港金曲頒獎典禮 2021/2022                  | 香港金曲最佳中文唱片獎：One and All        |
| 2022 | 第四屆KKBOX香港風雲榜                       | 十大風雲歌手                               |
| 2022 | AEG 娛樂人氣王2022                          | 最佳歌曲 《We All Are》                    |
| 2022 | AEG 娛樂人氣王2022                          | 最觸目MV 《We All Are》                    |
| 2022 | Yahoo! 搜尋人氣大獎2022                     | 頭100位熱搜本地男女藝人或組合              |
| 2022 | Yahoo! 搜尋人氣大獎2022                     | 票選人氣組合                               |
| 2022 | Yahoo! 搜尋人氣大獎2022                     | 本地音樂組合                               |
| 2022 | 新城勁爆頒獎禮2022                          | 勁爆我撐歌曲《Innerspace》                 |
| 2022 | 新城勁爆頒獎禮2022                          | 勁爆組合                                   |
| 2022 | 2022年度叱咤樂壇流行榜頒獎典禮              | 叱咤樂壇組合（金獎）                       |
| 2022 | 2022年度叱咤樂壇流行榜頒獎典禮              | 叱咤樂壇我最喜愛的組合                     |
| 2022 | 加拿大至 HIT 中文歌曲排行榜 2022 年度總選   | 全國推崇組合（粵語）                       |
| 2023 | 廣播九十五周年十大中文金曲                  | 最佳樂隊／組合獎（金獎）                   |
| 2023 | 廣播九十五周年十大中文金曲                  | 十大中文金曲獎《We All Are》               |
| 2023 | Chill Club 推介榜年度推介22/23              | Chill Club年度組合（金獎）                 |
| 2023 | 第五屆KKBOX香港風雲榜                       | 十大風雲歌手                               |
| 2023 | 新城勁爆頒獎禮2023                          | 勁爆我撐組合                               |
| 2023 | 2023年度叱咤樂壇流行榜頒獎典禮              | 叱咤樂壇我最喜愛的組合                     |
| 2023 | 加拿大至 HIT 中文歌曲排行榜 2023 年度總選   | 全國推崇組合（粵語）                       |
| 2024 | LINE TODAY HK Golden BROWN Awards 2023      | Golden BROWN Awards                        |
| 2024 | Chill Club 推介榜年度推介23/24              | Chill Club評審團表揚獎 跳唱歌曲《RUMOURS》 |
| 2024 | Chill Club 推介榜年度推介23/24              | Chill Club年度組合                         |
| 2024 | 2024年度叱咤樂壇流行榜頒獎典禮              | 叱咤樂壇我最喜愛的組合                     |
| 2025 | Chill Club 推介榜年度推介24/25              | Chill Club年度組合（金獎）                 |

## 外部連結
- MIRROR的Instagram帳戶
- MIRROR的Facebook專頁
- MIRROR的X（前Twitter）
- YouTube上的MIRROR官方頻道
- MIRROR官方粉絲歌迷會